# Dansk Ekspeditionsfond
Dansk Ekspeditionsfond var oprindeligt en fond, der skaffede økonomisk støtte til Galathea 2-ekspiditionen (1950-1952) og andre af tidens ekspeditioner.

## Fonden fra 2005
I forbindelse med planlægningen af Galathea 3 valgte Jyllands-Posten og Ministeriet for Videnskab, Teknologi og Udvikling, at den til lejligheden oprettede erhvervsdrivende fond, der skulle sikre finansieringen af projektet, skulle have samme navn for at bevare det historiske islæt.
Fonden blev stiftet den 8. februar (2005) af Ministeriet for Videnskab, Teknologi og Udvikling, der ved samme lejlighed indbetalte fondens grundkapital på 300.000.